# 别祖后
别祖后（1912年—1981年），男，湖北天门人，中华人民共和国军事人物，中国人民解放军少将，曾任中国人民解放军铁道兵副司令员兼后勤部部长，第四届全国人大代表。